# 马来西亚航空370号班机空难
马来西亚航空370号班机是马来西亚吉隆坡飞往中華人民共和国北京的国际航班。2014年3月8日，执飞该航班的波音777-200ER客機（註册编号9M-MRO）在途中失联，至今未獲寻，亦不知事發原因。此事常被视作全球航空史上最大謎團。
马来西亚标准时间、北京时间（UTC+08:00）當日凌晨0:41，马来西亚航空370号班機（與中国南方航空748號代碼共享）從吉隆坡國際機場起飛，计划于6:30抵达北京首都國際機場。機上共載有239人，當中大部份乘客为中華人民共和國公民。起飛後不足一小時，客機在馬來西亞與越南空中管制的交界處、土珠島（也譯「土朱島」）以南约140海里及哥打巴鲁东北东约90海里处与马来西亚梳邦空管中心（Air Traffic Control Centre Subang）失去联系。
随后，根据数据分析，推定的飞机失踪位置被多次修改，最终认为航機進入并于南印度洋失联。2015年1月29日，即客機宣布失聯的10個月後，馬來西亞民航局代表马来西亚政府正式確認航班失事，並認定機上239人由失蹤改為全數罹難。但相關證據直到2015年7月29日，一塊疑似大型飛機襟副翼殘骸在法属留尼汪岛被尋獲，人們才首次掌握到墜毀的線索，上面有一組波音專屬的維修編號，經初步丈量後判斷屬於波音777型客机，最終被送往法國本土的圖盧茲國防部装备总局航空技術中心實驗室進行分析，後於同年8月6日由馬來西亞首相納吉·阿都拉萨間接證實該零件屬於MH370號客機。9月3日，法國巴黎檢察院宣布結果，確定該樣本是編號9M-MRO的波音777機翼。11月21日，中华人民共和国国务院总理李克强宣布出资2,000万澳元继续对MH370遗骸进行搜救。搜救工作后期由澳大利亞主導，中马两国参与，以水下搜救为主，另一方面打撈漂流零件的工作也在東非各法屬島嶼進行著。官方主導的水下搜救工作于2017年1月17日暫時性中止。截至2018年，该空难为商业航班事故史上，唯一未能明确失事地点的事故。2018年1月10日马来西亚政府宣布与美国民间的海洋无限探勘公司合作，由该公司自1月17日起进行为期90日的水下搜救，寻找飞机残骸地点和黑盒子。2018年5月29日，由于仍然未能找到MH370客机的残骸，马来西亚交通部长陆兆福宣布搜索工作停止。同年7月30日，飞机失事调查报告公布。调查报告确认飞机曾经在人工控制下调转方向，且提及了馬來西亞空中交通管制中心的运作没有遵守特定的标准作业程序，迫使马来西亚民航局主席阿兹哈鲁丁宣佈辞职。
2019年3月，马来西亚政府表示“如果存在任何可信的线索或是具体的建议”，仍会考虑重启搜索工作。马来西亚首相马哈迪·莫哈末也强调绝不放弃搜寻飞机的下落。2023年3月8日，卸任的马来西亚首相马哈迪希望政府能够重启搜寻MH370客机的行动。2024年3月3日，马来西亚交通部长陆兆福表示计划重新启动MH370的搜索工作，希望早日还罹难者家属一个结果。2025年3月15日，陆兆福宣布内阁正式批准与英国“海洋无限”公司签署MH370搜寻协议，搜索区域为南印度洋约1.5万平方公里新区域。

## 失踪
2014年3月8日凌晨0时41分，馬來西亞航空公司370號航班从马来西亚吉隆坡国际机场起飞，计划于早晨6时30分飛抵北京首都国际机场。起飞后，航班正常爬升至巡航高度。
凌晨1时21分，航班飞行至马来西亚和越南的交接处时（航点IGARI），由于未知原因，机组人员突然关闭包括应答器在内的所有的通讯设备，导致航班于胡志明飛行情報區失去联系。当时天气状况良好，航班未发出任何求救信号。民用雷达此后无法追蹤该班机，但是马来西亚军方捕捉到了其雷达反射波。
凌晨1时30分，一架飛往日本成田機場的波音777客機曾應越南航管單位要求聯繫上MH370班機，但無線電信號受到干擾，無法聽清楚。据该机机长表示，这是他们最后一次听到MH370班機发出的声音，此后便失去联系。同时，该航班机组并未听到出事班機的求救訊號。
班機失联后，作出了“战术规避动作”。馬來西亞軍方雷达数据显示，班机失联后迅速拉升高度，最高达13,000公尺，超過该型号客机大约1.1万公尺的飞行高度限制。与此同时，航班按照顺时针方向，转向了大约270度并向西北飞去。此后迅速降低高度至7,000公尺。1时30分时，位于马来半岛上空，多位目击者看到一架客机低空飞行，哥打巴鲁警方曾接到四起相关报告。
客机在泰国湾上空向西北飞行一段距离后，开始转向西南方向，向哥打巴鲁飞行。哥打巴鲁北方的一个欧洲公司的海上钻井平台上的工作人员，也曾报告说有飞机低空飛行，方向是西南方向。
此后，该客机沿着马来西亚与泰国边境线，飞越了马来半岛。据称由于“马来亚半岛有许多海拔1,000至2,000公尺的山地，低空飞行较为危险”，该航班一度恢复至正常巡航高度。当航行至马六甲海峡东岸的槟城后转向西偏北飞行，越过了霹靂島，并逐渐降低了飞行高度。此后从马来西亚军方雷达中消失。
凌晨2时40分，航班再次短暂出现在军方雷达中。此时航班位于航点VAMPI，往安达曼群岛方向繼續飞行，隨後再度从军方雷达中消失。
凌晨2时53分，胡志明航管要求另一架马航客机MH386尝试联系MH370，未得到回应。早上8时11分，航班向卫星发射最後一次的ping数据通信，但航线及降落地点暂无法得知。根据马来西亚官方声明附带地图的红色弧线来看，航班最终可能终结在哈萨克斯坦、土库曼斯坦至泰国，印度尼西亚至南印度洋一带坠毁。

### 飞行时间轴

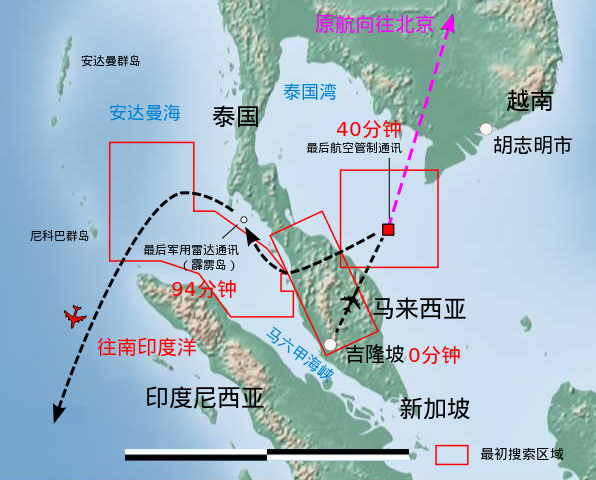
箭头：最初搜索区域、已知路线和根据Ping信息推断的路线。小红框：雷达捕捉。比例尺：1,000 km

| 飞行时间 （HH:MM） | 时间   | 时间   | 事件                                                                                         |
| 飞行时间 （HH:MM） | MYT    | UTC    | 事件                                                                                         |
| ------------------ | ------ | ------ | -------------------------------------------------------------------------------------------- |
| 00:00              | 3月8日 | 3月7日 | 从吉隆坡国际机场起飞                                                                         |
| 00:00              | 00:41  | 16:41  | 从吉隆坡国际机场起飞                                                                         |
| 00:20              | 01:01  | 17:01  | 机组确认客机已升至35,000英尺（10,668）高度                                                   |
| 00:26              | 01:07  | 17:07  | 飞机通信寻址与报告系统发出最后一组数据；机组第二次确认飞行高度为35,000英尺                   |
| 00:38              | 01:19  | 17:19  | 最后一次与马来西亚ATC语音联系                                                                |
| 00:40              | 01:21  | 17:21  | 最后一次与二次雷达（应答机）接触在6°55′15″N 103°34′43″E                                      |
| 00:41              | 01:22  | 17:22  | 应答机和ADS-B关闭                                                                            |
| 00:49              | 01:30  | 17:30  | 另一架飞机应越南ATC要求联系上MH370班机，但无线电信号受到干扰，无法听清楚                     |
| 00:56              | 01:37  | 17:37  | 飞机通信寻址与报告系统应该再次传递数据，但是并未实现                                         |
| 01:30              | 02:11  | 18:11  | Inmarsat-3 F1卫星接收到七个握手信号中的第一个                                                |
| 01:34              | 02:15  | 18:15  | 最后一次与马来西亚军方一次雷达接触在槟城西北200英里（320）                                   |
| 03:40              | 04:21  | 20:21  | 马来西亚航空紧急宣布客机失去联系。                                                           |
| 05:49              | 06:30  | 22:30  | 未按时抵达北京首都国际机场。                                                                 |
| 06:43              | 07:24  | 23:24  | 马来西亚航空公司向媒体正式发表第一份班机失联声明                                             |
| 07:30              | 08:11  | 3月8日 | Inmarsat-3 F1卫星捕捉到飞机ACARS发出的最后一次完整握手信号，代表此時還在飛行                 |
| 07:30              | 08:11  | 00:11  | Inmarsat-3 F1卫星捕捉到飞机ACARS发出的最后一次完整握手信号，代表此時還在飛行                 |
| 07:38              | 08:19  | 00:19  | 计划外，透過飞机发出的无法解释的“部分握手”信号，在作業程序中須預留的抵達後餘存燃油應所剩無幾 |
| 07:49              | 08:30  | 00:30  | 媒体报道班机失联                                                                             |
| 08:34              | 09:15  | 01:15  | Inmarsat预定下次握手时间未收到飞机答复                                                       |

### 目击者
马来西亚吉兰丹州一名商人宣称在马航370號客机失联当晚当地时间凌晨1时45分，看到天际一团明亮白光，据信是一架飞机，朝南海急速坠落。报道称，29岁的阿里夫·法特希·阿卜杜勒·哈迪（Alif Fathi Abdul Hadi）已向马来西亚海事执法局（MMEA）报案。
马来西亚哥打巴鲁一位渔民告诉媒体，他可能在MH370客机失联之前，见过飞机空中掠过。当得知MH370失联之后，他立刻向警方报告低飞飞机的飞行方向，希望能对找到飞机有所帮助。
一名工人在越南南部頭頓市對出海面的出光興產所屬離岸油井工作時報稱目擊到飛機着火，並已通報越南當局。在ABC記者向越南取得的副本中，麥奇（Michael McKay）指其觀測到客機在鑽油平台方位265°至275°之間，距離約50至70公里處的相當高度上空起火，目睹時間持續10至15秒。但報稱當時飛機仍是一體的，而飛機當時航向則未能確定。马来西亚警方當時接到了9次报警，报警人均称在马来西亚的东北部即毗邻马泰边境处看见过一架低空飞行的飞机。
根据后来新发现的消息和情报，官方最终没有采纳这些目击情報，而是判定飞机是终结于南印度洋。

## 搜救

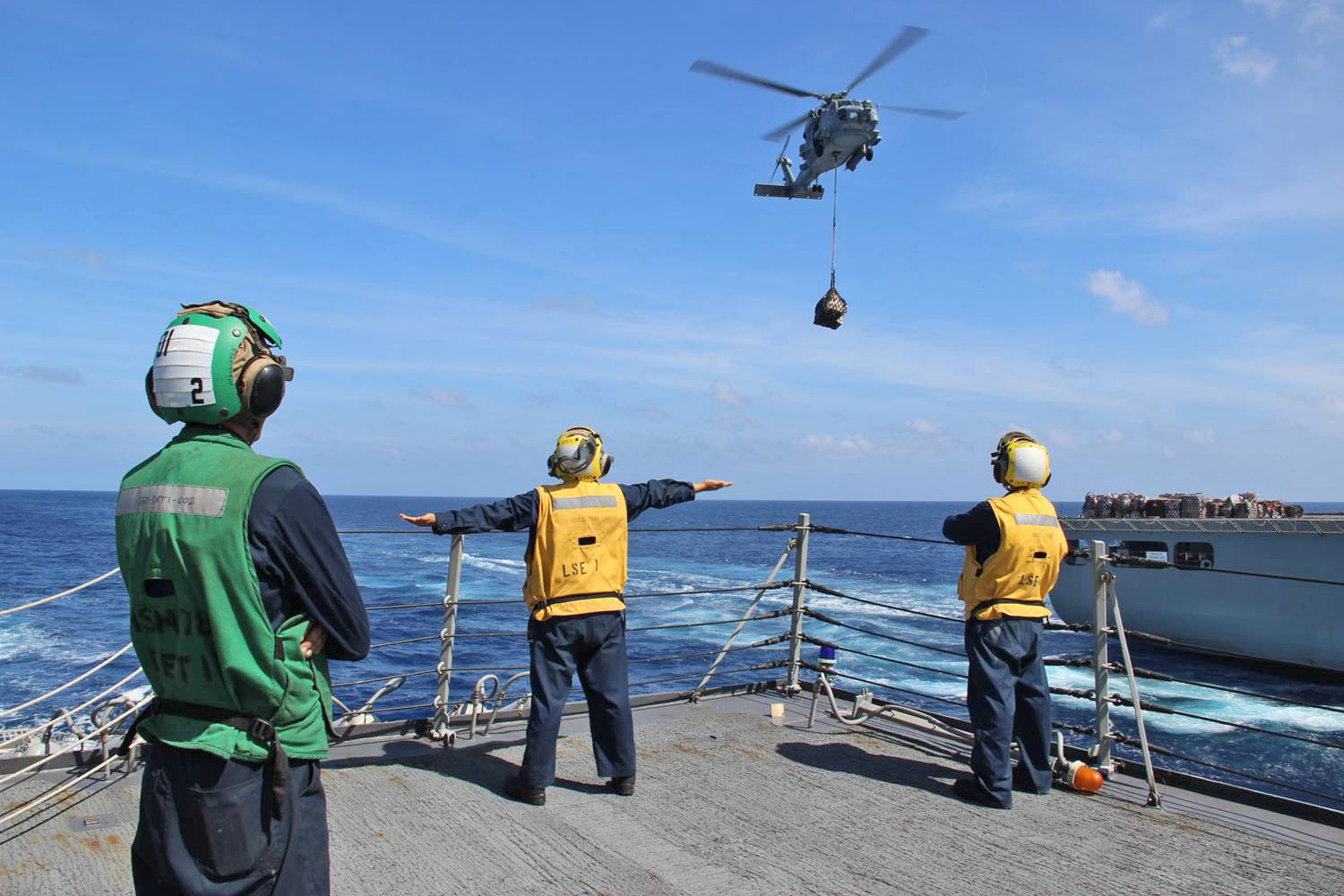
美国舰船基德号驱逐舰 (DDG-100)参与搜救行动

在事件發生後，馬來西亞、美國、越南、新西蘭、印尼、澳洲、泰國、中華民國、新加坡、菲律賓、中国大陆、香港、文莱、英國、日本、法國、韓國、印度、孟加拉、巴基斯坦、阿聯酋、老撾、斯里蘭卡、哈薩克、吉爾吉斯、烏茲別克、土庫曼等27个國家和地区，超過30架飛機與直升機以及60艘艦船陸續參與聯合搜救行動。2014年4月30日，空中搜救行動宣告結束，轉而進行海底搜尋。

### 早期搜救时间轴
| 8         | 马来西亚航空公司确认MH370航班02:40失去联系（后来更正为01:30）。各国在南海一带进行搜救。 | |                                                           |
| 9         | 搜索区域扩展到飞机可能调转回头的区域。 | |                                                           |
| 10        | 测试表明，越南南部金瓯省西南面海域发现的油污带并非来自MH370。中国调动10颗卫星参与搜索。 | | 马来西亚航空公司表示将为每个乘客亲属提供5,000美元慰问金。 |
| 11        | | 马来西亚警方表示:两名持失窃护照登机的乘客可能是偷渡客。 |                                                           |
| 12        | 中国高分一号卫星图像在南海观测到6°42′N 105°38′E / 6.7°N 105.63°E疑似MH370残骸；但是,并没有找到飞机。 | | 中国批评马来西亚公布失联客机消息不足。                    |
| 13        | 搜寻区域扩展到印度洋。 | |                                                           |
| 14        | | 调查显示MH370的联络系统也是被人为关闭，为“蓄意的人为行为”。 |                                                           |
| 15        | 根据卫星图像搜寻区域从印度洋转移到澳大利亚。 | 马来西亚警方搜查了飞机驾驶员的家。 |                                                           |
| 16        | 参与搜救的国家达25个。 | |                                                           |
| 17        | | |                                                           |
| 18        | 中国搜索北部区域走廊。 | | 北京家属绝食督促马航交代失联真相。                        |
| 19        | | 专家试图恢復機長家中的飛行模擬器內被刪除的數據。 |                                                           |
| 20        | 卫星在南印度洋44°03′02″S 91°13′27″E / 44.05056°S 91.22417°E发现两个疑似漂浮物，飞机和船只前往搜寻。参与搜救的国家达26个。 | |                                                           |
| 21        | 搜寻区域集中在西澳首府珀斯西南3,000公里内。 | |                                                           |
| 22        | 中国高分一号卫星在澳大利亚珀斯以西3,170公里44°57′30″S 90°13′40″E / 44.95833°S 90.22778°E发现长约22米、宽约13米的疑似漂浮物，距离澳大利亚公布疑似物位置南偏西120公里左右。 | |                                                           |
| 23        | | |                                                           |
| 24        | 马来西亚首相宣布370航班终结于南印度洋。马来西亚航空公司向家属发短信称，不得不超越任何合理的怀疑认为，MH370已经失踪了，机上人员无一幸存。我们现在必须接受所有暗示飞机掉入南印度洋的证据。 | 马来西亚政府获得英国航空事故调查局（AAIB）知会，该局与国际海事卫星组织（Inmarsat）分析确认MH370在珀斯以西的印度洋中部坠毁。                                                             |                                                           |
| 25        | | |                                                           |
| 26        | 马来西亚官方宣称由法国空客提供的捕获于本月23日的新的卫星图片显示了澳大利亚海面上的122件漂浮物可能为失踪的马航MH370航班残骸。 | 今日美国引用一名马来西亚高级警官所述，宣称调查人员相信MH370的飞行员扎哈里·艾哈迈德·沙阿（他也是机长）应对飞机偏离航线数百千米负全责，因为没有找到机械故障或乘客劫机的证据。 |                                                           |
| 27        | 泰国地理信息与空间技术开发局宣称26日已将Thaichote卫星拍摄于本月24日的卫星图片提供给马来西亚官方，图片显示大约位于澳大利亚珀斯的2,700千米西南的300件约2米到16米长的漂浮物可能为失踪的马航370号航班残骸。不确定这些漂浮物是否就是本月23日法国空客卫星拍摄到的那些物体，因为现在仍有较强的海风可以漂移物体。 此外，日本内閣情報調査室宣称已将拍摄于本月26日的卫星图片提供给马来西亚官方，图片显示大约10件漂浮物可能为失踪的马航370号航班残骸。这些漂浮物大约位于澳大利亚珀斯的2,500千米西南，其中最大的约有4x8米。 | 悉尼先驱晨报报道，MH370驾驶员扎哈里·艾哈迈德·沙阿的儿子坚持宣称他的父亲不是可能劫机的那种人。                                                                               |                                                           |
| 28        | 20时15分，澳大利亚海事安全局报告，当日一架新西兰皇家空军P3猎户座巡逻机在澳大利亚珀斯以西1,600公里处海域发现11个白色或淡色的疑似MH370残骸的漂浮物，其中每件物体长度不到1米，有的甚至不到50厘米，在确认了物体的具体位置后，已经拍照并用声纳浮标在物体附近标注。一架澳大利亚皇家空军的P3猎户座巡逻机收集了这些物体后，又报告发现两个蓝灰色的矩形漂浮物。还有一架澳大利亚的P-3猎户座巡逻机在搜索区域的其他位置发现了多个不同颜色的漂浮物。 | |                                                           |
| 29        | 9时53分，中国空军伊尔-76运输机在澳大利亚新确定的搜寻区，南纬28.15度、东经94.44度为中心的半径15公里海域内，相继发现3个分别为白色、红色和桔色的疑似MH370残骸的漂浮物。 澳大利亚皇家空军其中一架P3猎户座巡逻机也报告发现多个疑似MH370残骸的漂浮物，但这些漂浮物均未被确定为与MH370有关。当日总计有8架飞机参与失踪MH370的搜寻，其中有3架澳大利亚皇家空军P3猎户座巡逻机，1架中国空军伊尔-76运输机，1架新西兰皇家空军P3猎户座巡逻机，1架日本海上保安廳飞机，1架日本P-3猎户座巡逻机以及1架充当通信中继的非军用飞机。此外，中国海军海巡01和澳大利亚海军HMAS Success都报告已经在目标海域获取了许多可疑漂浮物，但是到目前为止没有物体被确定为与MH370有关。 | |                                                           |
| 30        | 3时45分，澳大利亚海事安全局报告，当日将有10架飞机参与失踪MH370的搜寻，其中有3架澳大利亚皇家空军P3猎户座巡逻机，1架美国空军的P8波塞顿巡逻机，1架中国空军伊尔-76运输机，1架日本的P3猎户座巡逻机，1架韩国空军的P3猎户座巡逻机，两架马来西亚空军的C-130運輸機以及1架充当通信中继的非军用飞机。 | |                                                           |
| 2014年4月 | | |                                                           |
| 1         | 美国两院情报委员会表示，迄今并未有任何证据证明马航客机失踪与恐怖袭击有关联。美国众议院情报委员会主席罗杰斯和参议院情报委员会主席范斯坦当地时间3月30日在福克斯电视台的新闻节目中，异口同声表示没有证据显示这是一起恐怖袭击案。 | |                                                           |
| 12        | 澳大利亚总理称，确认搜寻到的信号来自MH370航班的黑匣子。 | |                                                           |
| 29        | MH370空中搜索结束，水下作业继续进行。 | |                                                           |
| 30        | 马来西亚政府称发布MH370初步调查报告。 | |                                                           |
| 2014年5月 | | |                                                           |
| 1         | 馬來西亞方面將關閉家屬中心，宣佈進入水下搜索階段，美國海軍終止搜尋任務。 | |                                                           |
| 2018年7月 | | |                                                           |
| 30        | 经过4年搜查，共发现27片飞机残骸碎片，其中7片被证实来自马航370。 | |                                                           |

### 早期搜救行動
10日，越南国防部作战局同意2艘中国大陆船只和1艘美国船只进入越南领海区参与搜救。越南當局尚未證實看到任何飛機殘骸，對班機離奇失蹤「仍感困惑」，目前已不排除發生劫機的可能性。
其後印尼、中国、马来西亚、越南、新加坡、泰国、菲律宾、美国、澳洲、英国、紐西蘭共11个国家的舰船及飞机在怀疑失事海域進行聯合搜救，其中包括超過25架飛機、直升機和40艘艦船。越南在金瓯机场成立前方空军防空指挥所以协调搜寻行动。
中國調動多枚衞星，對陸地、空中搜救馬航失蹤客機行動提供支援。西安衞星測控中心啟動應急機制，調動衞星資源配合海面、陸地、空中搜救人員全方位對搜救行動提供支援，部分衞星需要調整原有工作計劃，清空原有指令，投入搜救任務，加強對失蹤客機區域氣象監控、通信、導航、搜索等搜救行動的支援。
联合国全面禁止核试验条约组织国际数据中心开始探测MH370航班失去联系附近海域的次声波状况。当日空中搜索遇到的主要障碍是海上早晨雾气太大，影响观察视线，以至影响了搜索时间，而搜索海域的海浪并不大。此外有1788艘渔船也出动参与搜救，并不断扩大范围。
据越南《前鋒報》報導，一架越航飛機上午途經順化上空時，曾在富牌國際機場偏北處收到SOS求救信号，並通報附近機場。但隨後經過該區域的飛機已無再次接獲信號者。
美国商用卫星运营商数字地球公司11日宣布，已将有关马来西亚航空公司370次航班疑似失联位置的大量高分辨率卫星图片公布于一家公众参与网站，邀请全球网民参与搜寻失联航班。有渔民11日中午在距离马来西亚波德申10海里处发现了带有字样的救生筏。
12日，越南富国岛搜救前线指挥办内，越方工作人员贴出新搜索图，称在越南和柬埔寨间海域发现新可疑物，可信度很高，疑似物属柬埔寨海域。隨後越方正与柬埔寨方联系希望获准派飞机搜索。15:30，停在富国岛上的一架水上飞机起飞。
3月12日，马来西亚军方在記者招待會上表示，飞机最后的联系时间为凌晨02:15。中國国防科工局立即组织中国资源卫星应用中心，利用高分一号卫星对疑似失事海域进行观测。在9日11時左右获取的图像中，在以6°42′N 105°38′E / 6.7°N 105.63°E为中心，方圆20公里的区域內，观测到3处疑似漂浮物体。越南、马来西亚将分别派遣飞机前往中国卫星发现疑似残骸的水域进行搜索。

### 推測
3月11日，國際刑警組織公布，持失竊護照登機的2名乘客為來自伊朗的青年姓名與照片，但其登機可能僅為偷渡，初步排除恐怖攻擊的可能。此時根據馬來西亞軍方信息，客機曾飛到马六甲海峽上空。3月12日，馬來西亞國駐華大使沙及馬航負責人等於與乘客家屬舉行會談時披露客機最後與地面通話的內容。於3月8日2時15分，有吉隆坡飛航管制區人員通知MH370機師已將客機交由胡志明市飛航管制區接管，當時機師回應：「晚安，馬來西亞370。」3分鐘後，越南方面無收到訊號，但雷達仍然跟蹤到空中有物體；其後雷達訊號消失。
3月14日，英國路透社指稱，從雷達追蹤顯示，馬航370次班機蓄意偏離航道，經人為操作，飛往印度安達曼群島。美國官員發表調查報告，表示各種跡象顯示，失聯多日的馬航客機可能已墜毀在印度洋，美軍已調派紀德級驅逐艦（USS Kidd）前往可疑海域搜尋。而马来西亚通过外交渠道向中方证实可能有飞机飞越马六甲海峡，中方已要求有关商船行经该区域时注意观察。中国海巡船14日晚开赴马六甲海峡搜救。
3月15日，纽约时报报道，一名熟悉调查情况的美国官员表示，马来西亚的军用雷达信号显示马航失联飞机经历了“海拔显著的变化”，大约爬升至45,000英尺以上的高度，然后就从民用雷达上消失，并且急转弯到了西部方向，还不止一次的改变高度和转向。这似乎是暗示当时飞机有人为操纵。
当天中国海军决定调整部分搜救兵力赴马六甲海峡执行搜救马航失联飞机任务。“海口”号导弹驱逐舰将与担负中方现场协调船的“海巡31”船会合展开搜救行动。正在泰国湾东部海域执行搜索任务的永兴岛号远洋救生船，随后也将赶赴马六甲海峡划定海域执行搜救任务。
马来西亚首相納吉·阿都拉薩15日下午2時左右，於吉隆坡召開記者會讲述失联马航370号客机的最新调查情况。纳吉表示：馬來西亞航空370号航班在8日凌晨失去聯繫後確實仍持續飛行，且飛行時間長達6個多小時，客机的联络系统也是被人为关闭，為「蓄意的人為行為」，但是仍無法證實是遭到劫機。此時已經确认飞机现或存在于两个地形狭长地带：哈萨克斯坦到土库曼斯坦一直延伸到泰国的区域，另一个是印尼到南印度洋的区域。在記者會結束後，馬來西亞政府再度搜索了機長扎哈列的家，搜索出昂貴的飛行模擬器。
3月16日，馬來西亞民航局召開記者會。民航局長阿兹哈鲁丁表示該機失聯後曾向一枚衛星傳送訊號，訊號可能是該機停在地面時發送。馬國也請求美、中和法國提供進一步衛星資訊，協尋班機下落。協尋國家已增至25國。馬來西亞空軍的一次雷達探測到了一個不明飛行物，現在已經被確認是MH370。但是馬來西亞空軍似乎沒有採取行動。這架失聯航班顯然曾一度向印度的安達曼群島和尼科巴群島方向飛去，但據報軍用雷達當時並沒有運作。
3月17日，馬來西亞國防部部長希山慕丁表示，失蹤的MH370航班一名機師在與塔台最後通話前，飛機的飞机通信寻址与报告系统早已被切斷，不排除機上至少一名機師可能參與劫機的可能性。英國《每日電訊報》報導指出，本次事件很可能是由馬國恐怖組織「聖戰士」所為，藉由挾持該客機，欲對吉隆坡的雙子星大樓重演911的恐怖攻擊行動，并認為阿富汗和巴基斯坦境內不受政府管控的神學士地盤，極有可能是MH370的藏匿處。
有多人聲稱曾目擊到未能辨认身份的飞行器在航行路点之间按航线飞行，据马尔代夫媒体Haveeru报道，马尔代夫一个偏远小岛胡瓦杜岛上的居民称，当地时间3月8日上午6:15见到一架飞机正在低飞，有可能是失联的马航370客机。这一报道引发了对飞机去向的多种猜测，有人指出此时距飞机失联已有8个小时，但根据飞机飞行速度推算，从马来西亚直飞至马尔代夫仅需4个小时，飞机不可能是直飞至马尔代夫的，期间很可能有折返。
此外，泰国空军称，他们17日在素叻他尼府的雷达站点发现，一架从吉隆坡向北飞行的客机，曾掉头经马来西亚北海市向马六甲海峡方向飞去。
2015年1月29日，马来西亚民航局正式宣布，马来西亚航空370航班失事，并推定机上所有239名乘客和机组人员均已遇难。2015年3月8日，在370航班失事1周年之际，马来西亚交通部发布了MH370空难中期报告。中期报告指出，并未发现MH370的机组成员出现任何行为异常。调查人员对机组成员的个人情况、心理情况、财务情况等进行了一番详查后称，机组人员并不存在任何自我孤立、兴趣爱好变化、酗酒或滥用药品等行为异常。虽然调查人员并未发现MH370客机存在重大机械故障，但该客机在日常维护中明显存在漏洞：MH370飞行记录仪的水下定位信标电池早在2012年12月就已过期。由于电脑故障，负责飞机维护的工作人员并未发现这个问题。这一状况会影响到客机的搜寻工作。

### 展开水下搜救

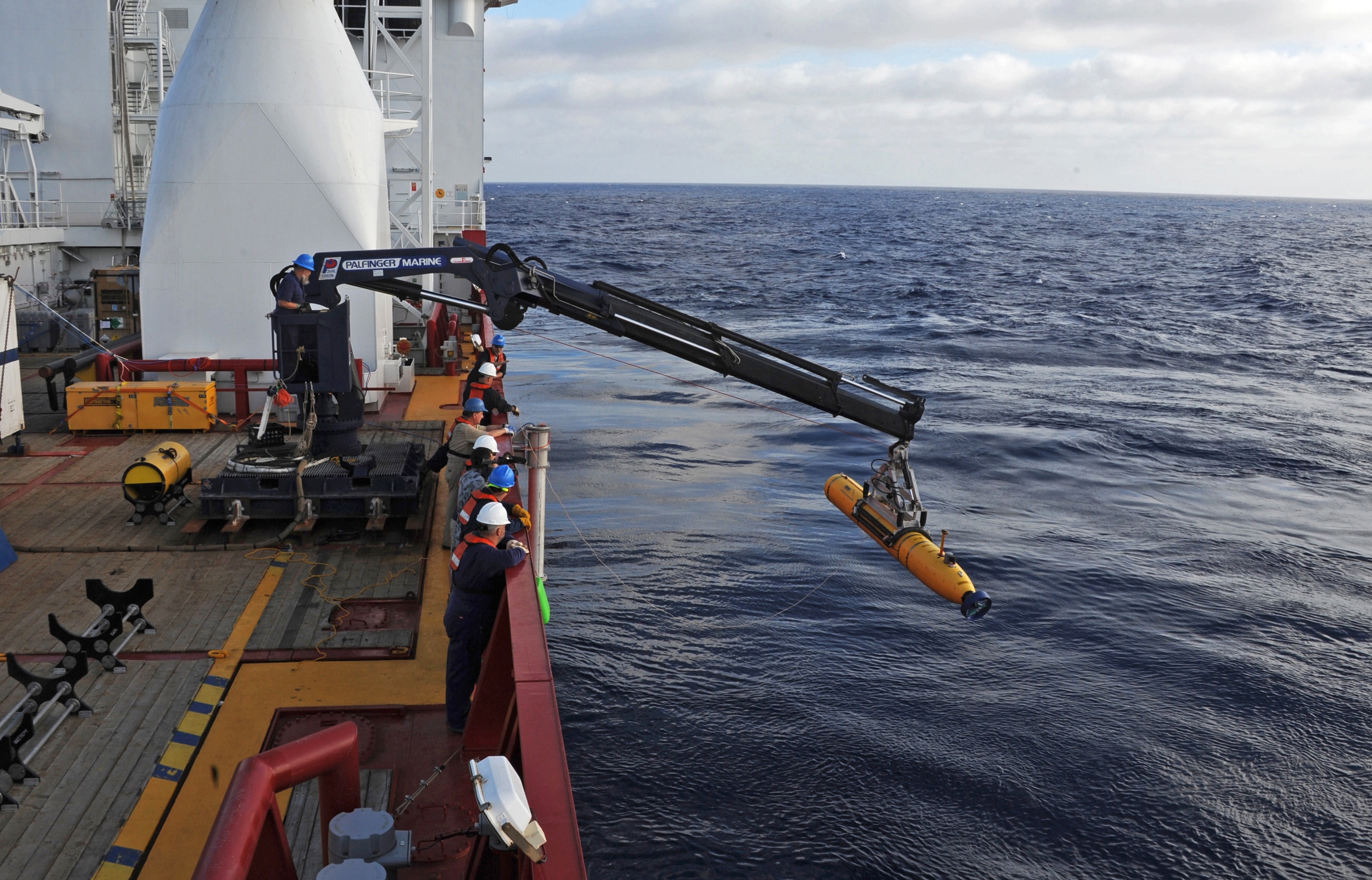
澳洲在海洋之盾號離岸支援船部署了Bluefin-21水下探測器，以尋找MH370客機的殘骸

2014年6月10日，澳洲運輸安全局與輝固測繪有限公司簽訂合同，委托該公司對飛機可能所處海域進行海底測繪。此前，中國大陸的遠洋綜合調查測量船「竺可楨」號已開始在相關海域展開測繪工作。輝固測繪有限公司的「輝固赤道」號測繪船將與「竺可楨」號一起，在未來3個月對6萬平方公里的海域進行海底測繪。
2014年6月26日，澳洲副總理沃倫·特拉斯和運輸安全局局長馬丁·多蘭在議會大廈召開的聯合發布會上宣布，對馬航370航班的搜尋將轉入新區域，該航班在最後階段「非常可能」處於自動駕駛狀態。2014年8月起，澳方委托專業水下搜索公司開展水下搜索工作，預計時間長達12個月。澳運輸安全局已向全世界具有深水搜索能力的公司展開招標，希望能夠在12個月內完成6萬平方公里的海底搜尋是招標條件之一。2014年9月，荷蘭輝固公司開始進行水底搜索。

### 早期疑似殘骸

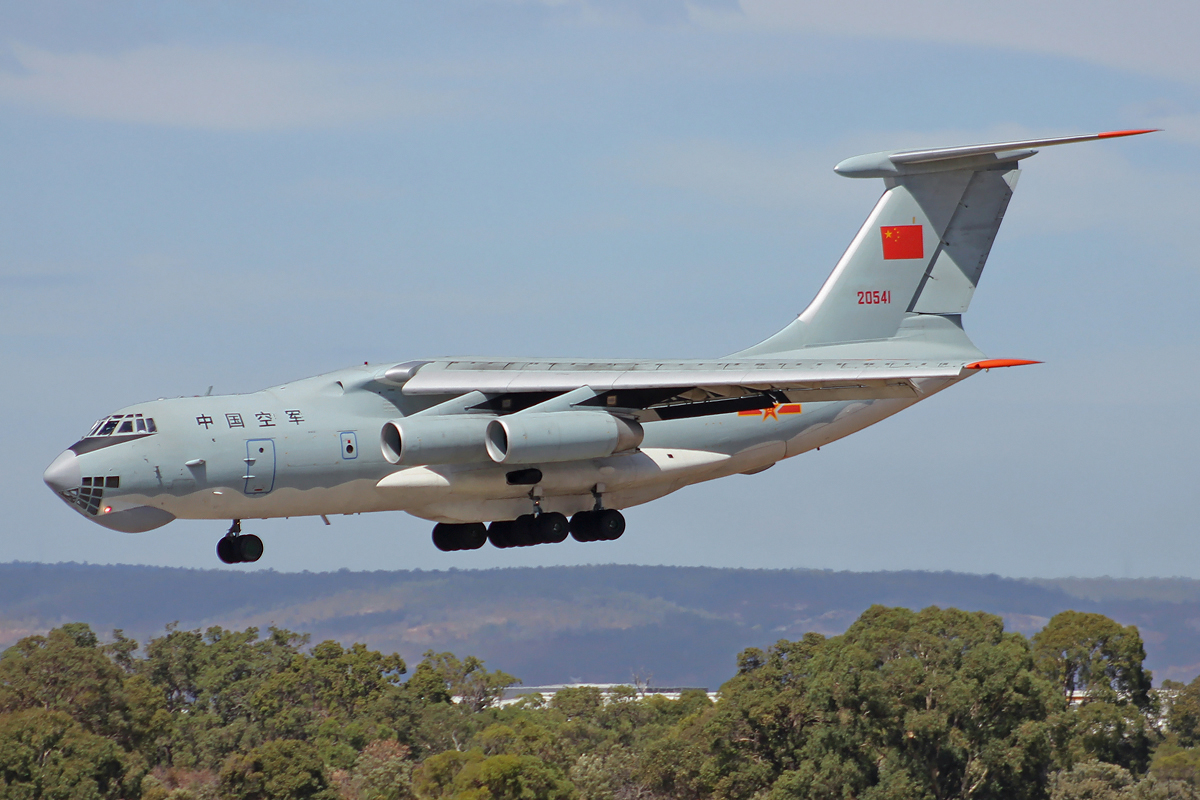
赴澳洲珀斯参与搜寻任务的中国人民解放軍空军伊尔-76运输机。

3月20日，澳洲总理艾伯特在国会宣布接获海事局報告，從卫星图像在45°38′34″S 090°57′37″E / 45.64278°S 90.96028°E處发现疑似飞机残骸，但由于洋流影响、定位残骸将会十分困难。
挪威礼诺航运船务（Höegh Autoliner）确认，該公司旗下的汽车运输轮「圣彼得堡号」（St. Petersburg）日前接获澳洲政府请求绕道协助搜寻，20日傍晚抵达澳洲政府划定搜索区域协助。另有五艘商船在接获请求广播后参与搜索。纽西兰空军一架P-3K2海上巡逻机，美国一架P-8海上巡逻机，澳洲空军两架AP-3C海上巡逻机、一架C-130J运输机以及皇家海軍成功号补给舰（HAMS Success）等资源出动前往该海域，其后因能见度低无法搜索到疑似残骸回航。
英国国防大臣确认，皇家海军海洋测量船厄科号（HMS Echo）从印度洋前往珀斯西南约2,500公里处协助搜索疑似残骸。中國南極科學考察队破冰船「雪龙号」不久前从南极考研完毕停靠珀斯港口进行补给整备工作，中國國家海洋局极地办表示「雪龙号」随时准备好参与搜索行动。
3月26日，马来西亚官方宣称，由法国提供的新的卫星图片显示了澳大利亚海面上的122件漂浮物可能为失踪的MH370航班残骸。
3月27日，泰国地理信息与空间技术开发局宣称26日已将Thaichote卫星拍摄于本月24日的卫星图片提供给马来西亚官方，图片显示大约位于澳大利亚珀斯的2,700千公尺西南的300件约2公尺到16公尺长的漂浮物可能为失踪的MH370航班残骸。不确定这些漂浮物是否就是本月23日法国空客卫星拍摄到的那些物体，因为现在仍有较强的海风可以漂移物体。
3月27日，日本内閣情報調査室宣称已将拍摄于本月26日的卫星图片提供给马来西亚官方，图片显示大约10件漂浮物可能为失踪的MH370航班残骸。这些漂浮物大约位于澳大利亚珀斯的2,500千公尺西南，其中最大的约有4x8公尺。
3月28日20时15分，澳大利亚海事安全局报告，当日一架新西兰皇家空军P3猎户座巡逻机在澳大利亚珀斯以西1,600公里处海域发现11个白色或淡色的疑似MH370残骸的漂浮物，其中每件物体长度不到1公尺，有的甚至不到50厘米，在确认了物体的具体位置后，已经拍照并用声纳浮标在物体附近标注。一架澳大利亚皇家空军的P3猎户座巡逻机收集了这些物体后，又报告发现两个蓝色/灰色的矩形漂浮物。还有一架澳大利亚的P-3猎户座巡逻机在搜索区域的其他位置发现了多个不同颜色的漂浮物。

3月29日9时53分，中国空军伊尔-76运输机在澳大利亚新确定的搜寻区，南纬28.15度、东经94.44度为中心的半径15公里海域内，相继发现3个分别为白色、红色和桔色的疑似MH370残骸的漂浮物。澳大利亚皇家空军其中一架P3猎户座巡逻机也报告发现多个疑似MH370残骸的漂浮物，但这些漂浮物均未被确定为与MH370有关。当日总计有8架飞机参与失踪马MH370的搜寻，其中有3架澳大利亚皇家空军P3猎户座巡逻机，1架中国空军伊尔-76运输机，1架新西兰皇家空军P3猎户座巡逻机，1架日本海上保安庁飞机，1架日本P-3猎户座巡逻机以及1架充当通信中继的非军用飞机。此外，中国海军海巡01和澳大利亚海军HMAS Success都报告已经在目标海域获取了许多可疑漂浮物，但是到目前为止没有物体被确定为与MH370有关。
3月30日3时45分，澳大利亚海事安全局报告，当日将有10架飞机参与失踪MH370的搜寻，其中有3架澳大利亚皇家空军P3猎户座巡逻机，1架美国空军的P8波塞顿巡逻机，1架中国空军伊尔-76运输机，1架日本的P3猎户座巡逻机，1架韩国空军的P3猎户座巡逻机，两架马来西亚空军的C-130運輸機以及1架充当通信中继的非军用飞机。
4月29日，一家名称的澳大利亚公司声称失踪的马来西亚航空公司370号班机残骸已经沉入孟加拉湾北部海底，马来西亚政府证实了这条消息，但表示将对其可靠性进行评估。该公司在书面声明中称：“在搜索MH370的过程中，搜寻构成波音777航机的元素物质：铝、钛、合金钢、铜，残留的喷气燃料以及其它的一些物质。其目的是找到所有这些因素都存在的坐标。”表示它们“在孟加拉湾的一个地点发现异常，”其中监测到了许多显著相关的元素物质，并且图像轮廓与大型飞机的轮廓大致匹配。同时，该公司还表示，在分析了图像区域五天前所拍摄的内容之后，“在2014年3月5日和10日之间（该区域）出异常（图像）。”

### 留尼旺残骸

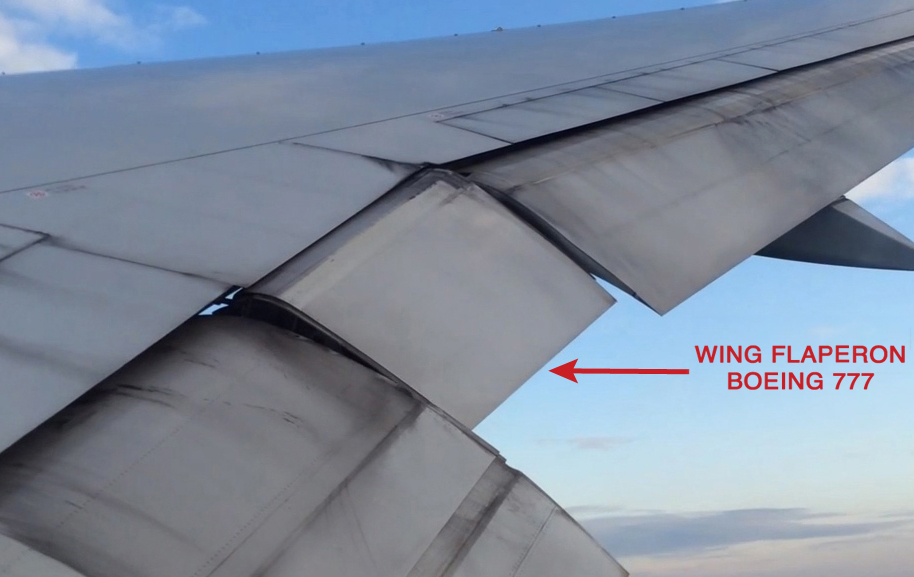
箭头所指处为波音777的襟副翼

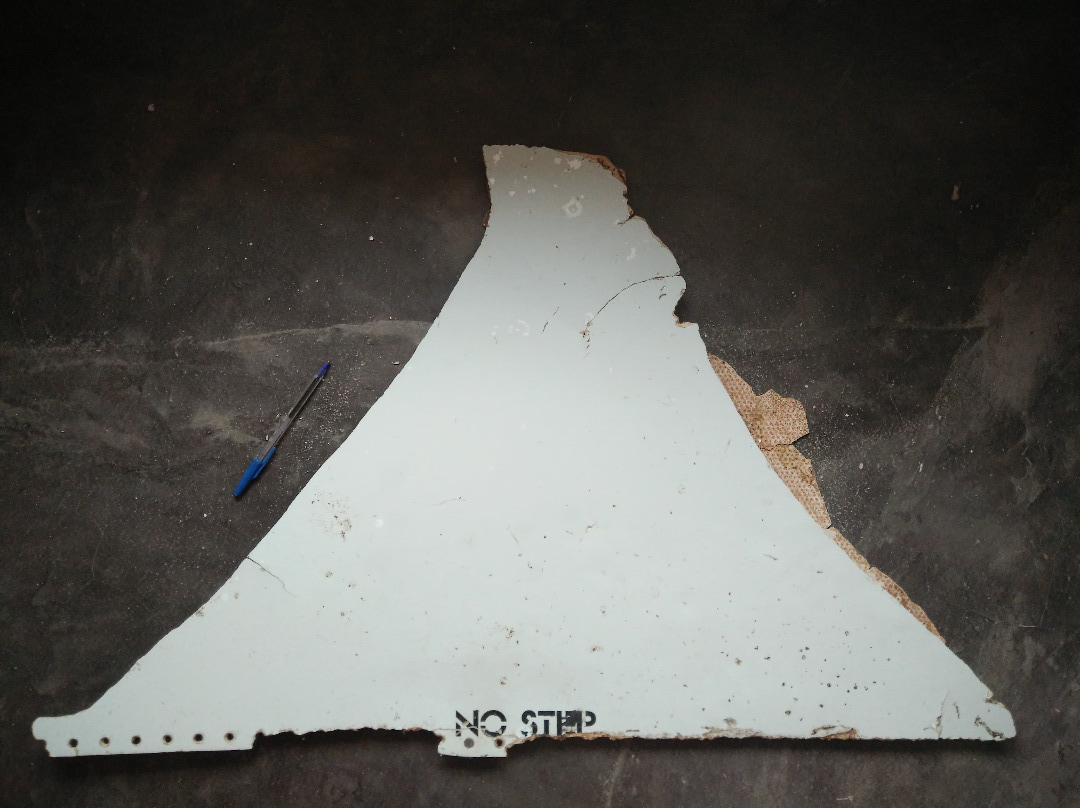
莫桑比克残骸

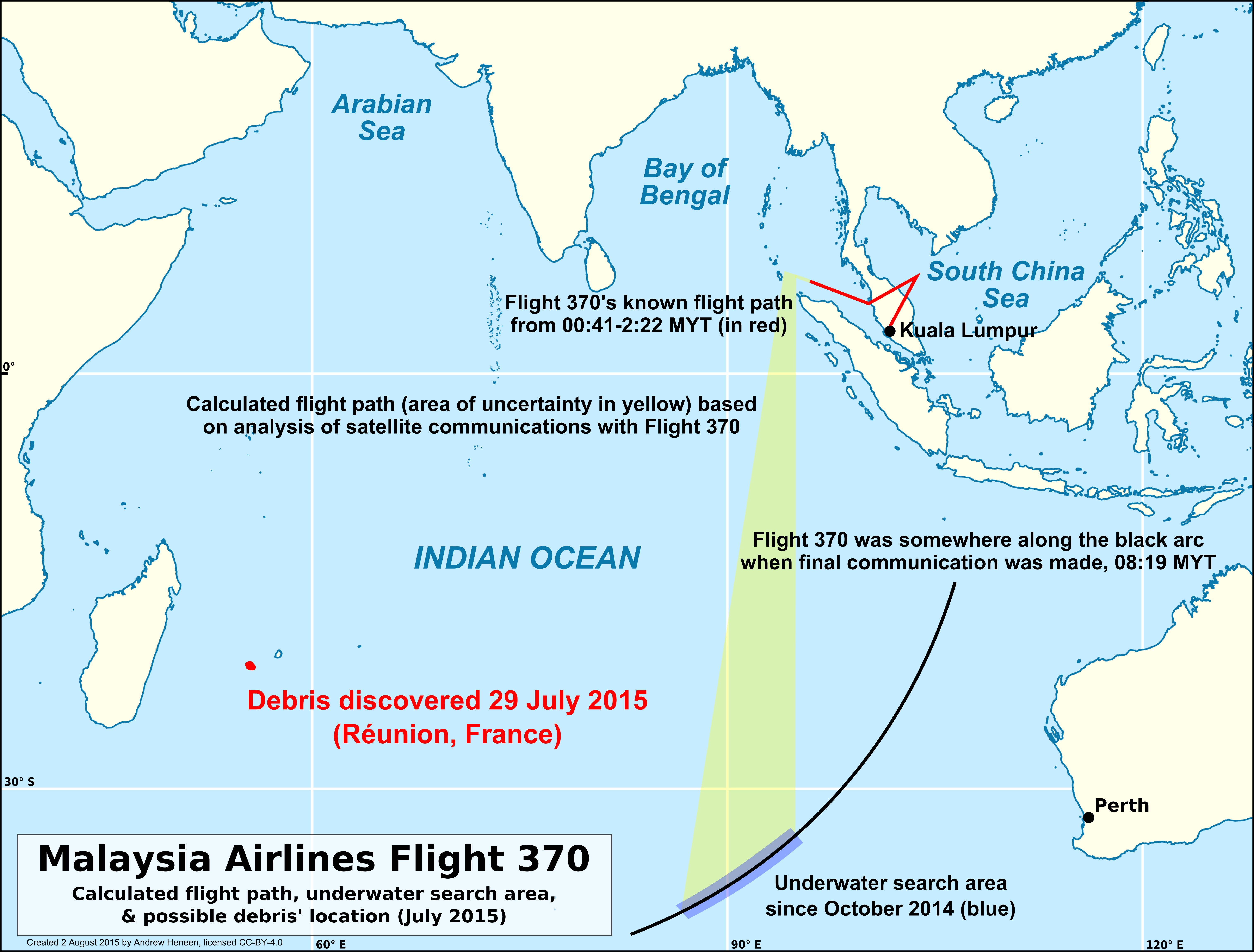
發現殘骸的位置、2014年的搜尋範圍以及馬航機已知的飛行路線（失聯處至最後通訊的走廊，黃色區域表示大致可能範圍）

2015年7月29日，於法屬留尼旺島東部的一個小鎮聖安德烈（Saint-André），一队負責維持當地海岸清潔的小組中的強尼·貝格（Johnny Bègue）發現一塊被海浪打上岸的長了許多鹅颈藤壶的物体類似右襟副翼之殘骸，并送往法國相關部門確認。7月30日，留尼汪當地有居民找到一個破爛行李箱，以及寫有中文字的寶特瓶等。不過，雖然據澳洲研究部門的洋流模型推斷飄流時間點正確，專家認為依舊無助於判斷本體位置。残骸上有编号BB-657，形状与波音777的襟副翼部分吻合，该编号在波音777维护手册中用于襟副翼部件。在该岛及相关海域，除MH370外没有别的波音777发生过坠机或襟副翼脱落事故。澳大利亚政府发声明，称马来西亚将负责调查工作，同时法国BEA、美国NTSB、澳大利亚ATSB将予以协助。如果一旦证实残骸来自MH370，这将与早前MH370终结于南印度洋的分析和模型相吻合。
2015年8月2日，馬來西亞政府表示，印度洋法屬留尼旺島發現被沖上海岸的飛機殘骸，已經送往法國本土的鑑識單位分析，初步推定出是出自波音777型飛機的副翼襟，也就是去年初失蹤的馬來西亞航空公司370号班機的同型飛機。而根據匯整飛行事故資料的飛航安全網（Aviation Safety Network），全世界沒有其他777飛機下落不明，因此若是檢查確認殘骸屬於波音777飛機，即可確定來自馬航失蹤班機。
2015年8月6日凌晨2点，马来西亚总理纳吉布召开新闻发布会宣布，经过国际专家团队的鉴定和确认，在法属留尼汪岛发现的飞机残骸属于马航370号客机，為首件在客機失蹤後尋獲的相關物件。但失踪乘客的中国家属向马来西亚要求前往法属留尼汪岛，家属说对马来西亚确认早前在法属留尼汪岛找到的飞机残骸属于失踪客机表示质疑，亦称必须要看到遇难家人的尸体。至於展開調查的法國巴黎檢察院就較為謹慎，稱「推測很大機會」屬於MH370客機，並且會開始更進一步分析。2015年9月3日，法國巴黎檢察官在一份公告中，宣佈「可以確實地肯定」襟副翼殘骸屬於MH370客機。法國實驗室的鑒定工作發現了殘骸內部有三個號碼，調查人員前往西班牙南部，去到波音公司的一間承包商查問後，正式將其中一個號碼聯繫到MH370的飛機襟副翼的序列號。

### 莫桑比克残骸
兩塊殘骸分別於2015年12月和2016年2月在莫桑比克被發現，發現地點相距約220公里。報告指，兩塊殘骸分別噴印有“676EB”和“NO STEP”字碼，字體、顏色與馬航獨有的製作工藝效果吻合，而其中一塊殘骸上的固件連接部分，上面印有生產商印章，由波音公司外判生產。據BBC報導，該生產商目前已沒有為波音客機生產固件連接部分，但MH370出廠時，該生產商仍有為波音公司提供服務。
2016年4月19日，澳洲交通安全局發布關於MH370的最新報告，指此前在非洲莫桑比克發現的兩塊飛機殘骸「幾乎肯定」來自馬航波音777客機，即MH370所屬型號。兩塊殘骸都在同年3月20日被送到澳洲首都堪培拉，來自澳洲、馬來西亞和美國波音公司的專家共同參與鑒定。MH370是目前唯一一架失蹤的波音777飛機，此前唯一被確認的殘骸是2015年7月在法屬留尼旺島發現的一塊襟副翼。

### 南非及毛里裘斯殘骸
2016年3月底，廖中萊宣布在南非附近發現疑似MH370的殘骸；不久後，一對法國夫婦前往毛里裘斯羅德里格斯島旅行時，在沙灘附近發現一塊可疑飛機殘骸。
2016年5月12日，馬來西亞交通部周四宣布，早前在南非及毛里裘斯發現的兩塊飛機殘骸，「幾乎肯定」（almost certainly）是來自前年失蹤的馬來西亞航空公司370号客機。
交通部長廖中萊表示，該兩塊飛機殘骸來自飛機引擎及機艙內部，經澳洲專家檢驗後，發現它們與失蹤馬航波音777客機的特徵脗合。廖中萊同時表示，馬來西亞會繼續與澳洲及中國合作，在南印度洋海域搜索MH370。截至目前為止，已經完成搜索逾10萬平方公里的海域。

### 其他疑似残骸
2016年1月23日，泰國南部海岸發現疑似飛機殘骸，但马来西亚政府26日称其并非来自失联的MH370航班。2016年1月28日于马来西亚登嘉楼海域发现的疑似飞机残骸亦被马来西亚交通部长于29日否认来自MH370。

### 后期水下搜救
后期搜救行动主要为水下搜救，由澳大利亚政府的联合机构协调中心（Joint Agency Coordination Centre，JACC）主导，有马来西亚及中国专家参与。搜救行动的目标仍集中在南印度洋中，卫星分析中的“第七条弧线”沿线。这条弧线是按照飞机最后一次与卫星陆基站“握手”信号测算的位置。当前搜寻区域总面积120,000平方公里，预计将在2016年中完成。当前担任搜寻任务的有三艘船：辉固发现号（Fugro Discovery）、辉固赤道号（Fugro Equator）及哈维拉和谐号（Havila Harmony）。
截至2016年1月，水下搜救行动已完成当前搜寻区域中的80,000平方公里。搜救行动的费用主要由澳大利亚负担。澳大利亚至今已提供9千万澳元的资金，其中6千万用于水下搜救任务。马来西亚政府已承诺会提供与澳大利亚在水下搜救任务中所用钱款对等的资金，并负担搜寻当前120,000平方公里搜寻区域所需资金中的额外部分。中国政府已承诺提供价值约2千万澳元的资金及器械。根据最近估计，水下搜救行动最多可能需要1.8亿澳元。
2016年12月，一隊空難者家屬前往東非搜索失蹤航機殘骸。2017年1月17日，中、马、澳三方联合宣布正式中止客机的水下搜救工作。

### 重启水下搜救
2018年1月10日，马来西亚政府睽违一年决定重新展开搜救，与美国民间的海洋无限探勘公司基于「找不到，不收钱（no-cure, no-fee）」的原则签订合约，由该公司自1月17日起进行为期90日的水下搜救，寻找飞机残骸地点和黑盒子。5月29日，该公司发布声明，宣告搜救失败。
2021年11月30日，英国航空工程师理查德·戈弗雷（Richard Godfrey）在一份报告中宣称使用“弱信号传播报告器”的业余无线电技术所搜集的数据信息，并结合其他数据进行建模分析后发现了MH370的坠毁点：澳大利亚珀斯以西1993公里、海平面4000米以下的印度洋南部海底，具体坐标为南纬33.177度、东经95.300度，地处海底高原布罗肯海岭，并希望能在该地点方圆40海里的范围里再进行一次搜索。他对自己的发现“非常有信心”。他已经将报告发给澳大利亚交通安全局和海洋无限公司，希望他们能重新查阅2016年荷兰辉固集团执行搜索时的声纳扫描记录，做出评估。对此，澳大利亚交通安全局发言人表示，是否再次启动搜寻应由飞机注册国马来西亚决定。不少业余无线电操作员对WSPR能否发挥定位飞机的作用提出了质疑，WSPR协议的发明者、诺贝尔物理学奖得主约瑟夫·泰勒曾表示：“我不认为WSPR网络的历史数据能够为追踪飞机提供任何有用信息。”

### 再次重啟水下搜救
2022年3月，海洋无限公司宣布決定於2023—2024年再次搜索飛機，当时正在等候马来西亚政府的決定。2024年3月3日，马来西亚交通部部长陆兆福表示，将尽可能寻求内阁批准签署新的搜索合同，重启该飞机的搜索工作。12月20日，马来西亚交通部长表示，當局已同意重启对MH370航班飞机的残骸搜寻工作。2025年2月25日，对马航MH370的新一轮搜索在澳大利亚西海岸约1500公里处重启。

## 起因猜测
涉事客机在氣象狀況良好的情況下，進入平流層巡航高度時突然失蹤，因此事件起因並未有統一的解釋。
有媒体称涉事班机可能因遇到危险天气而失蹤；另一類似說法指涉事班机遭遇风切变，但有飞行员表示，在飞行中遇到风切变有一定的处置程序，一般情况不会导致飞机长时间失去联絡。一位美国政府官员表示，在初步查看370号班机消失地点的红外侦查卫星图像资料后，没有发现该区有爆炸的证明。

### 机长劫机论

370号班机机长扎哈里·艾哈邁德·沙阿被認為是本事件的主要嫌疑人（圖片來自於其自行拍攝的Youtube影片）

据媒体引述马来西亚特别调查组某高官发言，机长扎哈里·艾哈迈德·沙阿（Zaharie Ahmad Shah）被认为是唯一的嫌疑人。警方在翻查他的财政状况後认为他没有经济困难，在翻查其通话记录後否定了之前媒体所指的他曾和神秘人通话，暂时排除他和恐怖主义有关。
2016年7月时有媒体爆出机长在其家的飞行模拟器中曾进行过模拟航班飞往印度洋的疑似失事的路线。在8月时，马来西亚交通部以及警察也确认了这条信息，表示該模擬路線曾經被删除，不过同时也表示这是模拟器中几千条记录之一，不能直接得出机长就是主谋的结论。該路線數據之後由馬來西亞政府交給美國聯邦調查局，但最終並無發現可疑之處。

### 机长自杀论
2020年2月18日，澳大利亚前任总理托尼·阿博特在电台发表MH370客机是机长驾驶客机自杀的言论，表示在客机失踪的一个星期后，马来西亚政府高层已经知道此事情，但由于该说法会让马来西亚的形象蒙羞，因此大马政府一直否认该说法。曾经参与MH370的调查的马来西亚皇家警察总警长阿都哈密表示这只是阿博特个人的假设性的言论，只要一日（客机）残骸未寻获，那这个事件仍是一个谜团，对此不予置评，但如果出现新的证据，会重新开档调查。

### 劫机论
根據軍方主動雷達的紀錄，航班失蹤當天凌晨，有不明飛行物體「刻意」地飛往安達曼群島。調查人員相信，該不明飛行物就是MH370，且沿著導航路標點飛行，說明「駕駛者曾接受過航空訓練」，「有意識」地讓航班偏離航向、並轉向安達曼群島。另外美兩名官員向記者透露，MH370在雷達上消失前，曾經「有系統性」地關閉航空通訊系統，客機的回報系統在1時07分關閉，應答機隨後亦在1時21分關閉。马来西亚一名官员表示，调查人员已经确认马航MH370客机是被一名或多名具备飞机驾驶经验的人所劫持，劫机者有意关闭了飞机上的通讯设备，并将飞机偏离预定航线。
英國專家表示，藉由經過飛機上的娛樂系統，可能成功入侵飛機的主系統，飛機有可能被被歹徒操控劫持。
3月26日今日美国引用一名马来西亚高级警官所述，宣称调查人员相信MH370的飞行员应对飞机偏离航线数百千米负全责，因为没有找到机械故障或乘客劫机的证据，但是3月27日MH370机长扎哈里·艾哈迈德·沙阿的儿子坚持宣称他的父亲不可能是劫机的那种人。然而直至现在，黑盒子也没有找到，航班失联的真正原因仍然无法最终确定。

#### 可疑乘客论
在本次航班中，有两名乘客被马来西亚警方证实使用冒名的护照登机。两位冒用者均为伊朗籍，其中一位是普里亚·努尔·穆罕默德·迈赫达德，计划经由北京转向法兰克福并寻求政治避难。另一位是徳拉瓦·赛义德·穆罕默德。警方认为两人并无实施恐怖袭击的可能。被盗的护照来自意大利人路易吉·马拉尔迪和奧地利人克里斯蒂安·科泽尔。而先前马航曾表示，所有登机乘客的证照信息全部相符。

#### 恐怖袭击论
有中國大陆媒體引述中航飞机股份有限公司总经理唐军，指如果有人劫持班机和引爆爆炸物，将會造成飞机空中解体，而坠落海域将会出現漂浮物，所以判断有不合理之处。马来西亚代交通部长希山慕丁·胡先表示“没有证据”证明此事故与恐怖袭击有关，但他还表示正在“调查各种可能性”。
此外，時任中華民國內政部警政署航空警察局局長王隆證實，3月4日中華航空公司曾接獲自稱法國反恐組織的情報電話，指恐怖組織可能攻擊北京首都國際機場；但時任中華民國國家安全局局長蔡得勝認為該情報與馬航班機失聯相關性不是很高。
英國《每日電訊報》於18日引述专家的分析，认为本次事件很可能是由馬國恐怖組織「聖戰士」所為，藉由挾持客機，欲對吉隆坡的雙子塔重演911事件恐怖攻擊行動。

### 机械故障论
涉事班机已服役11.8年。根據新加坡联合早报网报导，马来西亚当局曾透露涉事班机的机翼於2012年曾出现问题，不过厂商否认机械故障。不愿透露姓名的資深航空管制員指出，机械故障的可能性不大，因為涉事班机是於失去無線電聯繫後從雷達上消失。
美國聯邦航空管理局曾於事故四個月前發出指令，指出波音777客機有潛在弱點，機身個別位置容易出現锈蝕或裂痕，警告可能會引致機身解體，要求航空公司檢查。

### 电器起火论
加拿大飞行员克里斯·古德费洛（Chris Goodfellow）提出假设，认为飞机的飞行动作符合电器火灾的特点。另外，火災燒毀機上的電路是ACARS和應答機相繼失靈的合理解釋。

### 缺氧论
太陽神航空前机长Maria S. Topalova认为，马航370事故与2005年的太陽神航空522號班機空難极为相似，当时的事故原因为飛機工程師起飞前做完機艙加壓測試後，忘記把加壓掣從「手動模式」變回「自動模式」，而飛行员未有察覺。澳大利亚运输安全局指出，飞行模式的卫星数据显示，飞机可能发生了减压和缺氧，导致飞行员与乘客缺氧昏迷。飞机有可能处于自动驾驶状态，直至坠海。
但根據衛星和雷達的記錄，馬航客機失蹤前曾經更改航向並轉飛向南太平洋方向，而不是保持原定航向前往目的地北京。這與太陽神航空522班機不同，522班機機上缺氧後以自動駕駛並繼續保持航向飛往目的地雅典後才因燃料用盡而墜毁。由此推論馬航客機上是有人故意更改航向和進行減壓導致缺氧，而不是起飛前意外關閉加壓系統導致缺氧。

### 阴谋论
美国击落论
美国作家兼记者奈杰尔·考索恩在航班失联71天后出版了一本名为《MH370航班之谜》的书籍，书中主张是美国与泰国在南海举行的联合军演中无意中击落航班并掩盖真相。 2015年3月15日，澳亞衛視播出的節目報導了一種新陰謀論，是美中博弈另一種版本，其中機上有某國間諜押運一個軍事裝置将交付中國，美國迫於情况将其擊落或用某種方法讓飛機降落於某處後銷毀。
中国击落论
日本《產經新聞》提及一個以香港為據點的民權團體質疑是中国军方下令击落正被恐怖分子劫持的该机的说法。雖然在航空史上的確曾有過民航機遭他國軍機擊落的歷史事件，但由於缺乏明確證據，且客機失蹤前位置距離目的地北京仍有10小時以上的航程，中國在印度洋也沒有部署飛彈，且該飛機同時為中國南方航空的航班號客機，因此報導的日本媒體特別強調此說法的可信度非常低。
超自然论
根據2015年6月23日義大利杜林出現的麥田圈內圈所解讀的ASCII碼，可讀出“mh 371 } D”的信息（MH371即MH370的返航航班號）。如果與圈外所讀出的“timeo ET ferentes!”（小心帶來禮物的外星人！）參照來看，暗示著外星生命或其他超自然力量與MH370存在某種關聯。
維修不當论
2012年8月9日，已更改為空中巴士A340執飛的MU583航班（註冊編號B-6050）在上海浦東國際機場與一架編號為9M-MRO的馬航波音777客機（當時航班號MH389）發生擦撞，導致馬航客機的機翼受損，可能因機翼維修不當而墜海。
模里西斯坠毁论
2018年3月，澳大利亞工程師兼業餘空難調查專家（声称曾在坠机调查领域工作超過25年）麥克馬洪宣稱透過Google Earth找到失事班機位於模里西斯龍德島以南約16公里處，並稱班機表面佈滿彈孔。澳大利亚运输安全局对此发现回应称，麥克馬洪发来的图片拍摄于2009年11月6日，距班机失踪还有四年多。麥克馬洪对此说法不予接受，认为澳大利亚以及越南、马来西亚、泰国等当局隐瞒有关客机的消息。
柬埔寨密林坠毁论
2018年9月3日，据英國《鏡報》、《每日星报》等報道，英國技術專家伊恩·威爾遜（Ian Wilson）在接受採訪時稱，他在Google地圖上找到了失蹤的MH370客機。威爾遜認為，客機殘骸就在柬埔寨密林深處。報道稱，威爾遜目前已計劃前往該密林深處以證實自己的推論。威爾遜說：「我花了好幾個小時在Google地圖上尋找可能的墜機地點。通過Google觀測到的數據，你可以看到約69米的距離，看來是在飛機尾部和機身背部間存在一個缺口。」、「最後，正如你所看到的，墜機地點就在密林中最暗的地方。」
报道引发诸多媒体转载。部分观点认为，该专家所指的卫星图片为坠毁客机的可能性不高，附近不到十公里就有一居民点，客机坠毁密林后两者保持完整的可能性亦很低，那可能只是卫星恰好拍到的飞过航线的客机。
吉林长春长光卫星官方微博于9月4日下午（北京时间）宣布，已调动10颗卫星前往该地上空拍摄。6日晚间，公司发布最新拍摄的卫星图像，称在网传的疑似残骸地点，未见飞机残骸。

## 调查
2014年3月10日，马来西亚举行新闻发布会。发布会前，中国安全部门的专家工作小组与马来西亚交通部长兼国防部长举行了闭门会谈。据中国驻马来西亚大使黄惠康称，中国安全部门专家工作小组是为了协助马来西亚调查两位持丢失护照登机乘客的情况而赴马。3月3日-3月7日之间，亚足联在马来西亚吉隆坡召开女子委员会会议，会后并无人员搭乘北京时间3月8日凌晨起飞的MH370航班。
越南航空公司的一架飞机在飞过顺化区域时收到一个SOS信号，信号位置偏富牌机场北方。随后这一消息已通报至飞过该区域的所有飞机。但是之后的飞机经过这一区域时再没有收到任何信号。现在这一信号正在被调查。
中方向马方转交了中国乘客家属要求的清单，要求马方认真倾听、迅速回应合理诉求，以统一渠道及时发布权威、具体信息。马方表示，一定会根据中方要求，继续加大搜救调查力度，全力做好对乘客家属的沟通服务。
随着马航370的搜索终止，马来西亚政府发表最终报告后，法国警方重新调查该案件。
2018年11月，宣佈MH370事件原调查团队将于該月30日解散，调查工作移交给马来西亚航空器事故调查局。

## 失事飛機

### 航班編號
该飞机属马来西亚航空，其航班编号为MH370/MAS370，其中MH是IATA航空公司代码，MAS则是国际民用航空组织代码。中国南方航空代码共享航班号748（CZ748/CSN748）。飞机注册编号为9M-MRO，生產線編號404。
马来西亚航空在事发后于3月11日宣布从3月14日起将航班编号MH370/371停用，並將編號調整为MH318/319，而马航另一班往返吉隆坡与北京的航班号MH360/361则维持不变，南航方面則同於3月12日宣布從3月14日開始航班編號CZ748停用，同時徹底取消吉隆坡-北京直飛航線，这是在南航3943空难和南航3456空难后南航第一次为尊重南航涉及的空难中的遇难者而取消的航班号。

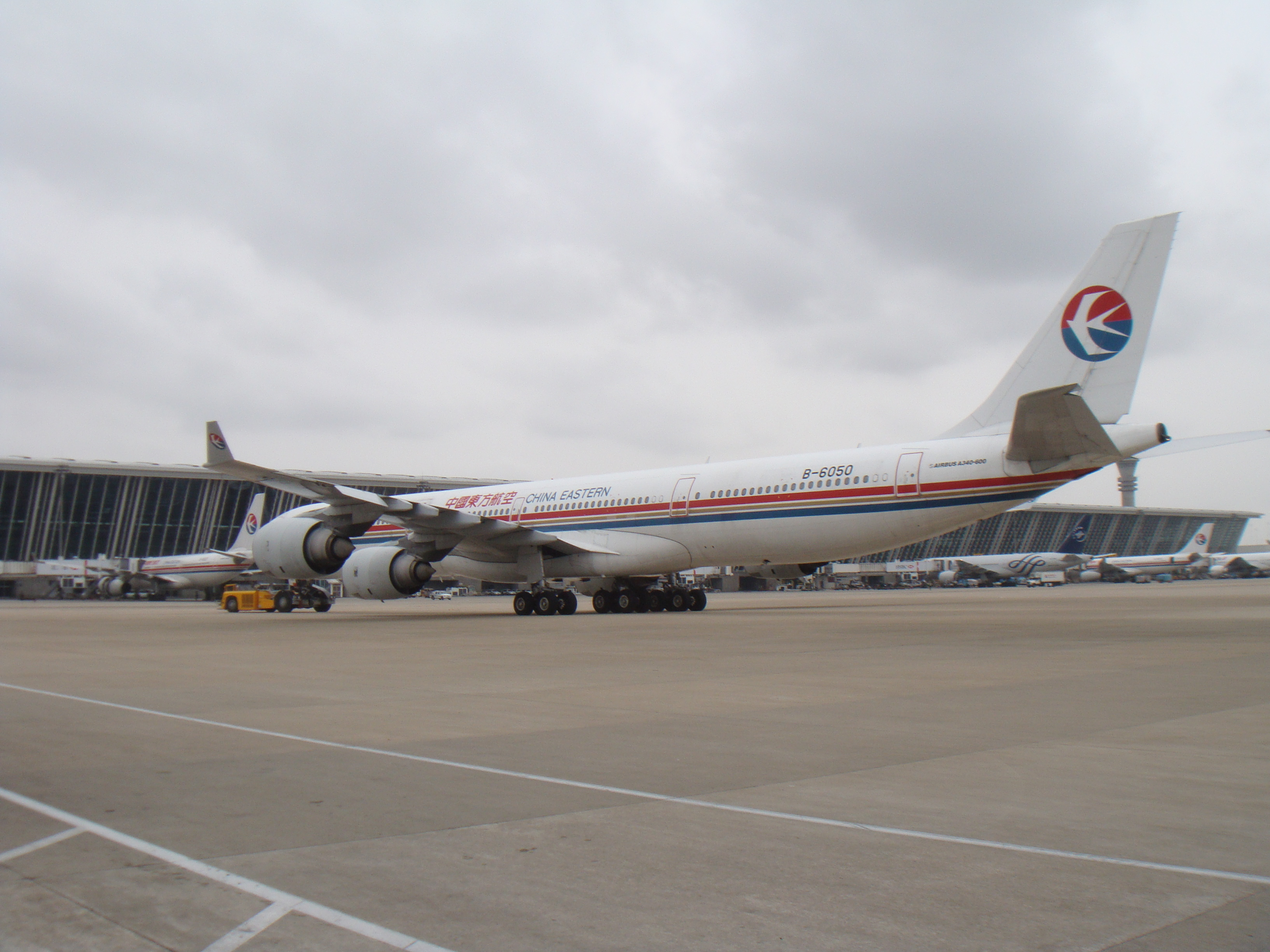
与马航飞机发生擦撞的中国东方航空空中巴士A340-600（註冊編號B-6050）在浦东机场，摄于2013年3月28日

### 客機型號
此次失蹤的客機为波音777-2H6ER型长程双发动机宽体客机。该机于2002年5月14日首飛，同年5月31日交付給馬來西亞航空，使用劳斯莱斯瑞达892型引擎，座艙佈局包括35個商務艙座位和247個經濟艙座位。據航空公司，該飛機已累計飛行3,023次，共20,243小時。
該機曾於2012年8月9日在執行從上海飛往吉隆坡的MH389號班機時，在上海浦東國際機場與執行中國東方航空583號班機——準備飛往洛杉磯的一架空中巴士A340-600（編號B-6050）發生擦撞，導致馬航客機的機翼受損，同时导致东航583在1993年事故发生19年后再次发生与机翼有关的事故。

### 機組成員
本航班机组人员合共12名，其中有5名为通晓华语的华裔乘务员，另外包括机长与副驾驶（共2位）如下：
1. 机长：扎哈里·艾哈迈德·沙阿[184]，马来西亚籍，年龄53岁，來自檳城[185]，1974年入读檳城大英義學并于1978年毕业，随后继续深造并接受了飞行训练[186]，于1981年加入马航，事发前的累计飞行时數为18,365小时[184]。
2. 副驾驶：法利·阿都哈米德（Fariq Abdul Hamid），马来西亚籍，年龄27岁，于2007年加入马航，事发前的累计飞行时數为2,763小时。

## 乘客
该航班搭载239人，其中包括227名旅客（含2名婴儿）及12名机组人员，其中机组人员均为马来西亚国籍。根据马航所提供的乘客资料，涉事班機上的乘客來自12個國家和地區，當中大部份乘客有中華人民共和國國籍（153人）或马来西亚國籍（38人）。在中国大陸旅客中，有约1/3出生于1980年代，而65岁以上的约20位，其中年龄最大的已79岁高龄。当中包括了18名前往马来西亚参与第4届《中国梦·丹青颂》水墨书画展的中国书画家。
| 國籍           | 乘客 | 機組 | 共計 |
| -------------- | ---- | ---- | ---- |
| 中华人民共和国 | 153  |      | 153  |
| 马来西亚       | 38   | 12   | 50   |
| 印度尼西亞     | 7    |      | 7    |
|                | 6    |      | 6    |
| 印度           | 5    |      | 5    |
| 法國           | 4    |      | 4    |
| 美国           | 3    |      | 3    |
| 新西兰         | 2    |      | 2    |
| 乌克兰         | 2    |      | 2    |
| 加拿大         | 2    |      | 2    |
| 伊朗           | 2    |      | 2    |
| 中華民國       | 1    |      | 1    |
| 荷蘭           | 1    |      | 1    |
| 俄羅斯         | 1    |      | 1    |
| 總計           | 227  | 12   | 239  |

## 各方反应

### 相关企业

#### 马来西亚航空公司
截至2014年3月15日，马来西亚航空公司并未披露失去联系波音777客机的位置。该公司表示，碍于现今全球航空飞机上的技术不能实时监控飞机位置，飞机制造商和航空公司并不清楚客机的具体位置和下落。与此同时，马航在吉隆坡国际机场为失联客机乘客家属提供接待，同时派人前往北京安抚乘客的家属。针对有乘客冒用他人护照登机的情况，马航表示将相关登机视频交由马来西亚政府部门用于调查。同时，该公司否认了飞机维护状况和机组健康状况对航班失事的影响。

#### 波音公司
波音公司表达了对失踪乘客家庭的关切，同时安排小组协助有关当局展开调查。

#### 相关机场
- 北京首都国际机场组织航站楼秩序、公安、医疗、家属安置、新闻发布等工作人员应对此事件，据称在机场的家属“没有出现情绪失控”。[203][204]

### 中华人民共和国
中华人民共和国政府有关部门于2014年3月10日全盘接手中方乘客家属在国内的事宜。中华人民共和国外交部对班机事故“表示忧虑”并密切关注，同时要求马方加快调查和搜救力度，并做好后续工作。同时，中华人民共和国驻越南领馆与越南外事部门保持互动。多艘中华人民共和国舰船被派往怀疑失事的海域，10颗卫星也被用于信息技术支持。
2014年6月24日，中华人民共和国主席習近平在北京人民大會堂會見馬來西亞國會下議院議長班迪卡阿敏時談到：「今年3月，馬來西亞航空MH370客機失聯，這是一起非常不幸的事件。希望馬航繼續抓緊協調有關國家，制定完善常態化搜尋和善後方案，爭取盡快找到飛機下落。」班迪卡轉達了最高元首苏丹阿都哈林和首相納吉對習近平主席的親切問候。他表示，馬國會下議院堅定支援馬中兩國政府達成的各項共識，願為進一步鞏固馬中友好關係作出貢獻。
马来西亚航空370号班机空难发生之后，孟非、陈坤等人在其微博表示要抵制马来西亚，引发争议。其言论在马来西亚当地华人中引发强烈反响，在马来西亚华人网上论坛上纷纷出现“反抵制”的论调，抵制其日后可能在马来西亚上映的作品。

### 马来西亚
马来西亚最高元首端姑阿都哈林对事件表示关注，首相纳吉·阿都拉萨推迟原定的出访行程并表示将搜救客机作为首要任务。马来西亚外交部表示珍惜和赞赏多国给予的援助和合作。针对护照审核出现的纰漏，马来西亚政府展开针对移民局的内部调查。
4月18日，前首相馬哈迪·莫哈末在这起事故后给首相纳吉·阿都拉萨打90分，认为他跟20多个国家合作，马来西亚从来没有这种经验。

### 美国
美国聯邦航空局、美国国家运输安全委员会和美国联邦调查局派员协助调查马航客机失联事件。美军派出飞机和舰艇协助搜索可疑海域。

## 相應賠償
2014年3月8日，多家保险公司已经根据马航乘客名单开始进行内部排查，启动紧急预案。按以往惯例，各家保险公司的第一笔赔偿将在事件确认后的24小时内支付，更多赔偿信息将在48小时内公布。
英大财险在丽都设置马航失联家属接待室，工作人员称，通过已公布乘客信息，排查后确定有4名乘客可能在英大投保，但家属至今仍未取得联系。
截至3月9日，泰康人寿发现涉及马航失联航班的客户人数为12人，包含团险、电销、网销客户，预计保险责任449.5万人民幣。截至3月10日17时，人保财险排查出马航客机失联乘客在公司投保意外险的有10人，涉及旅行社责任险的有6人。人保寿险、人保健康险目前排查和经确认的客户各有1人。产寿健三家总共18人。
3月11日，中国人寿确认马航MH370航班上，有30人為該公司客戶，涉及保单71份。
据新加坡《海峡时报》12日报道，马来西亚副外长哈姆扎（Hamzah Zainuddin）表示，马航和南航迄今已向MH370/CZ748航班7名乘客的各自家庭支付了5万美元（约合31万元人民币、158萬元新台幣、38萬港元）的初步理赔。
2016年2月，北京市高级人民法院正式指定北京铁路运输法院集中受理涉MH370航班失联旅客家属提起的民事索赔案。2017年11月，北京铁路运输法院首次就该航班部分失联乘客家属民事索赔案召开庭前会议。在此次庭前会议上，49名原告向马航、波音公司等五被告提出的民事赔偿金额少则一千多万元人民币，多的达到7700多万元。2023年11月16日，MH370航班失联乘客家属代表姜辉表示，已收到北京市朝阳区人民法院的开庭通知，在11月27日正式开庭。開庭當日，法院外一段行人路只容許相關人員出入，不設公開旁聽，有逝者親屬指未能在所有開庭時間都獲得安排到庭內旁聽，「法官攔著我們不能進，更不能見記者。把我們關起來了，不讓我們出樓，不讓我們下樓，不讓我們出來了，更不讓參加會議」，「這個開庭方法是一個不能見光的方法，這種做法讓我們家屬不能理解。」

## 其他影響

### 海洋科學的進展
因東南印度洋距離陸地遙遠，在乏人探勘的海床長期搜索該失事客機，使得澳洲科學地球中心此次順便得到該地海床地形詳盡數據，並獲得海底地形與海洋科學的新發現。該機構以最先進的船載聲納測量涵蓋2,500公里長度的海床，揭露未經探勘的海底地形。以前的衛星探測只能得到模糊地形，人們並以為此處地形平坦，新地圖能以500倍解析度呈現地貌與環境的狀態，並發現地形十分崎嶇，除廣大的高原外，還有奇特的山脊和錐行陷痕。在中洋脊旁發現了一種稱為「擴張組織」（spreading fabric）的海床組織。上述發現對於促進理解印度洋海底擴張的複雜度和其它深海地質過程深有影響，將能協助解釋該地地形構造。

### 對飛安規範的影響
國際民航組織（ICAO）已擬妥新規範，將自2025年起，新出廠的每架飛機都將強制配備新裝置，一旦飛機發生狀況，將以每分鐘為單位傳送飛機位置，這裝置會在偵測到飛機異常時自動啟動，且無法手動關閉。

## 媒體反应

### 中国媒体
2014年5月3日，新华社发表《写在马航MH370航班宣布失踪之际》，声明国际方面的搜救进程。同年12月11日，新华网思客发布《MH370写给2014年的一封信》，使用春秋笔法暗中给出中国政府对事故情况的阐释和态度。这是中国媒体对事故原因的唯一解释来源。

### 虚假报道
重庆工商大学的王林丽研究认为，本次MH370事件的媒体报道存在部分虚假新闻。例如《成都晚报》官方微博3月8日14时28分发布的“‘降落！！！！！’马航总经理发表现场讲话，航班已证实越南南宁（音）地区降落”，当晚，亦有媒体称“MH370被正在执行搜救任务的菲律宾海事船发现”。3月10日，人民网发布《“马航客机失联”不实传言回顾》以澄清相关虚假新闻。

### 特別節目
- 美國Discovery在2014年4月16號播出纪录片《馬航370：失落的環節》（英語：Flight 370：The Missing Links）。[235][236]
- 英国广播公司在其BBC Two頻道播出名為《馬航370在哪裡？》（英語：Where is Flight MH370？）纪录片。[237]
- 澳大利亚广播公司在2014年5月21日播出45分钟专题片《迷失的MH370》（英語：LOST：MH370）。[238]
- 加拿大Cineflix公司制作的纪录片《空中浩劫》，将其收入为第14季第11集（特辑）《迷踪魅影——马来西亚航空370航班》（《Malaysia 370: What Happened?》）。这是空中浩劫首次只将一起空难单独做成特辑。[239]
- 台灣東森新聞台在2014年3月16日播出台灣啟示錄《消失的航班，馬航失聯疑雲》。[240]
- Netflix在马航失联第九年 2023年3月8日当日下午4点上线播出3集《MH370：消失的马航客机》(英文：MH370:The Plane That Disappeared) 的纪录片。[241][242]

## 相关事故
- 马来西亚国际航空其他航空事故：
  - 马来西亚航空653号班机空难
  - 马来西亚航空684号班机事故
  - 马来西亚航空2133号班机空难
  - 马来西亚航空17号班机空难
- 波音777客机其他事故：
  - 韩亚航空214号班机空难
  - 英国航空38号班机事故
  - 马来西亚航空17号班机空难
- 其他飞机海上失联事故：
  - 亚当航空574号班机空难
  - 印度航空182号班机空难
  - 法国航空447号班机空难
  - 中華航空611号班机空难
  - 環球航空800號班機空難
  - 埃及航空990號班機空難
  - 泛美航空七號班機空難
  - 印尼亚洲航空8501号班机空难
  - 狮子航空610号班机空难